# Zürcher Theater Spektakel

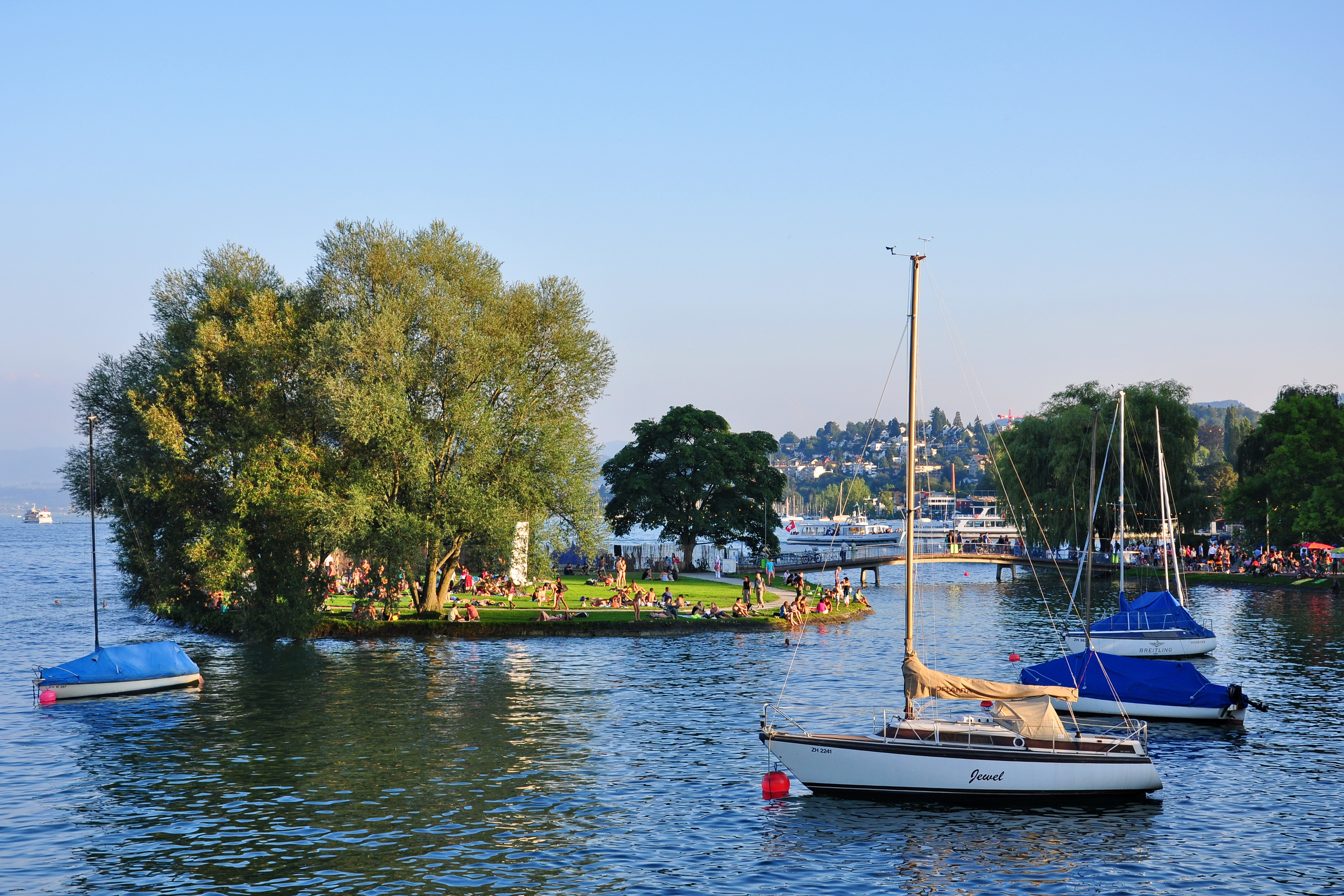
Saffainsel mit Badegästen während des Theaterspektakels, 2010

Das Zürcher Theater Spektakel ist eines der bekanntesten europäischen Festivals für zeitgenössische Formen der darstellenden Künste und das grösste Theaterfestival der Schweiz. Es findet jährlich im Sommer während 18 Tagen auf der Landiwiese am Zürichsee in Zürich-Wollishofen statt. Die Organisation obliegt Verantwortlichen des Präsidialdepartements der Stadt Zürich.

## Gründung
Das Festival wurde 1980 als internationales Treffen freier Theater gegründet. Es fand erstmals während 8 Tagen vom 26. Juni bis 2. Juli 1980 statt.
Seit Ende der 1960er Jahre wandten sich Theaterschaffende vom Staats- und Stadttheater ab. Dieses wurde als elitär, verstaubt und zu bürgerlich empfunden. Die Theaterlandschaft der 1980er Jahre war in Zürich wie auch andernorts geprägt von neuen Formen des Freien Theaters. Ausserhalb etablierter Häuser und Institutionen erarbeiteten freie Theaterschaffende experimentierfreudig wildere, radikalere Formen des Theaterspiels. Dabei interessierten sie sich auch für zirzensische Theaterformen.
Inspiriert waren die Zürcher Festivalgründer unter anderem von Festivals in Nancy und München. 1977 wurde in München erstmals das Internationale Festival des Freien Theaters abgehalten. Auf der Theresienwiese entstand während vierzehn Tagen eine Theaterstadt mit fünf Zelten und Bretterbauten, die das Gelände in eine Theaterlandschaft verwandelten. Es traten internationale Gruppen auf und es war von einem «Theaterjahrmarkt» und natürlich von «Spektakel» die Rede. Am Münchner Theater-Festival war auch Jürg Woodtli, ein späterer Mitgründer des Zürcher Theater Spektakels, als Produktionsleiter der freien Theatergruppe Jerry Dental Kollekdoof zu Gast. In einem Interview mit Verena Hoehne zur Gründung des Theater Spektakels sagte Woodtli: «Und so war die Idee naheliegend: Warum nicht auch in Zürich ein Festival aufziehen mit Theater in Zelten, also zunächst ein Festival nach Münchner Vorbild?» Auf der Zürcher Landiwiese wurden Zirkuszelte aufgestellt, und das Zürcher Theater Spektakel war geboren.
Das Gründungsteam bestand aus Jürg Woodtli, Rolf Derrer, Wolfgang Wörnhard vom Tages-Anzeiger und dem Kulturbeamten Nicolas Baerlocher, Adjunkt beim Präsidialdepartement der Stadt Zürich, in Zusammenarbeit mit dem Theater 11. Vom Tages-Anzeiger monetär grosszügig unterstützt, gelangte der Vorschlag zum Zürcher Theaterfestival an die Stadt Zürich, welche sich daraufhin ebenfalls finanziell beteiligte und ideell verpflichtete. Bei einer Pressekonferenz am 22. Mai 1980 informierten der Stadtpräsident Sigmund Widmer und Vertretende der Initianten über die Hintergründe und den Sinn des Festivals. Für freie Theatergruppen war es laut ihnen äusserst schwer, Engagements an subventionierten Theatern zu finden. Das Zürcher Theater Spektakel bot nun die Möglichkeit, vor einem grösseren Publikum zu spielen, das neue Formen des gegenwärtigen internationalen Alternativtheaters kennenlernen konnte. Die Tickets waren preisgünstig, und viele Aufführungen konnte das Publikum anfänglich kostenfrei anschauen.

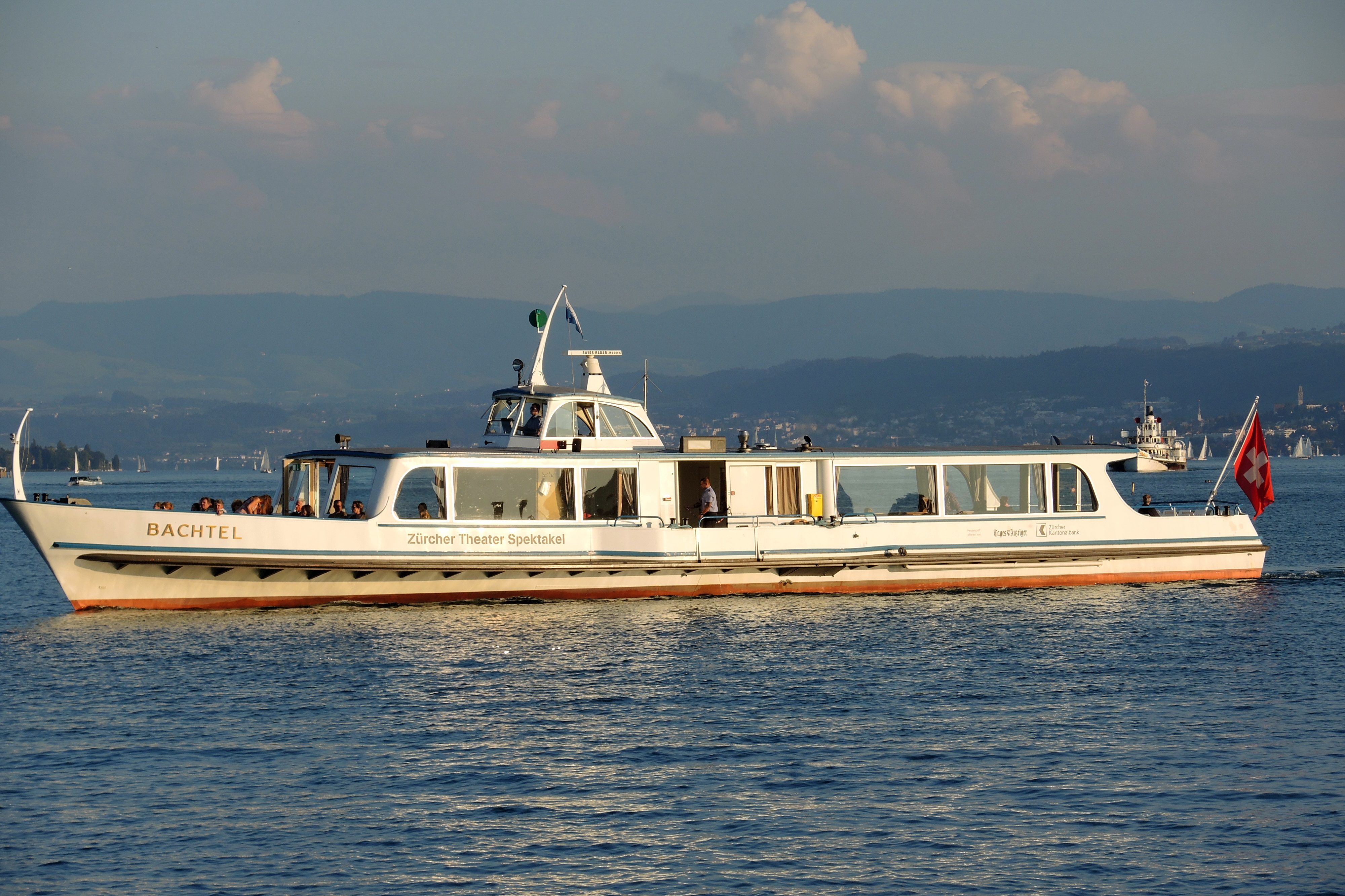
Das Schiff Bachtel der Zürichsee-Schifffahrtsgesellschaft dient während des Theaterspektakels als Shuttle-Schiff zwischen Bürkliplatz und Saffainsel

Das Programmspektrum reichte vom Gauklerzirkus und Variété über Puppen- und Schattenspiele bis zum politisch engagierten oder avantgardistischen Sprech-, Tanz- und Musiktheater. Auch Strassentheater, Kinder- und Jugendtheater sowie spartenübergreifende Inszenierungen wurden gezeigt. Den Organisatoren war es ein Anliegen, mit Theaterexperimenten und innovativen Zirkusformen unkonventionelle Theatererlebnisse zu ermöglichen. Ein kontroverses Programmangebot war das erklärte Ziel. Viele der eingeladenen Gruppen zeigten politisches und sozialkritisches Theater. Auch leicht zugängliche, unterhaltsame Aufführungen gehörten zum fester Bestandteil des Programms. Im ersten Jahr setzte sich dieses aus fünf Schweizer Gruppen und elf weiteren Gruppen aus Deutschland, Frankreich, Algerien, den Niederlanden, Italien, Mexiko und den USA zusammen.
Aufgrund der grossen Resonanz beim Zürcher Publikum wurde das Budget innerhalb der ersten zehn Jahre beinahe verdreifacht. Bereits in den frühen 1980er Jahren erhielt das Festival Beiträge vom Kanton Zürich und von verschiedenen Stiftungen und Sponsoren.

## Programm

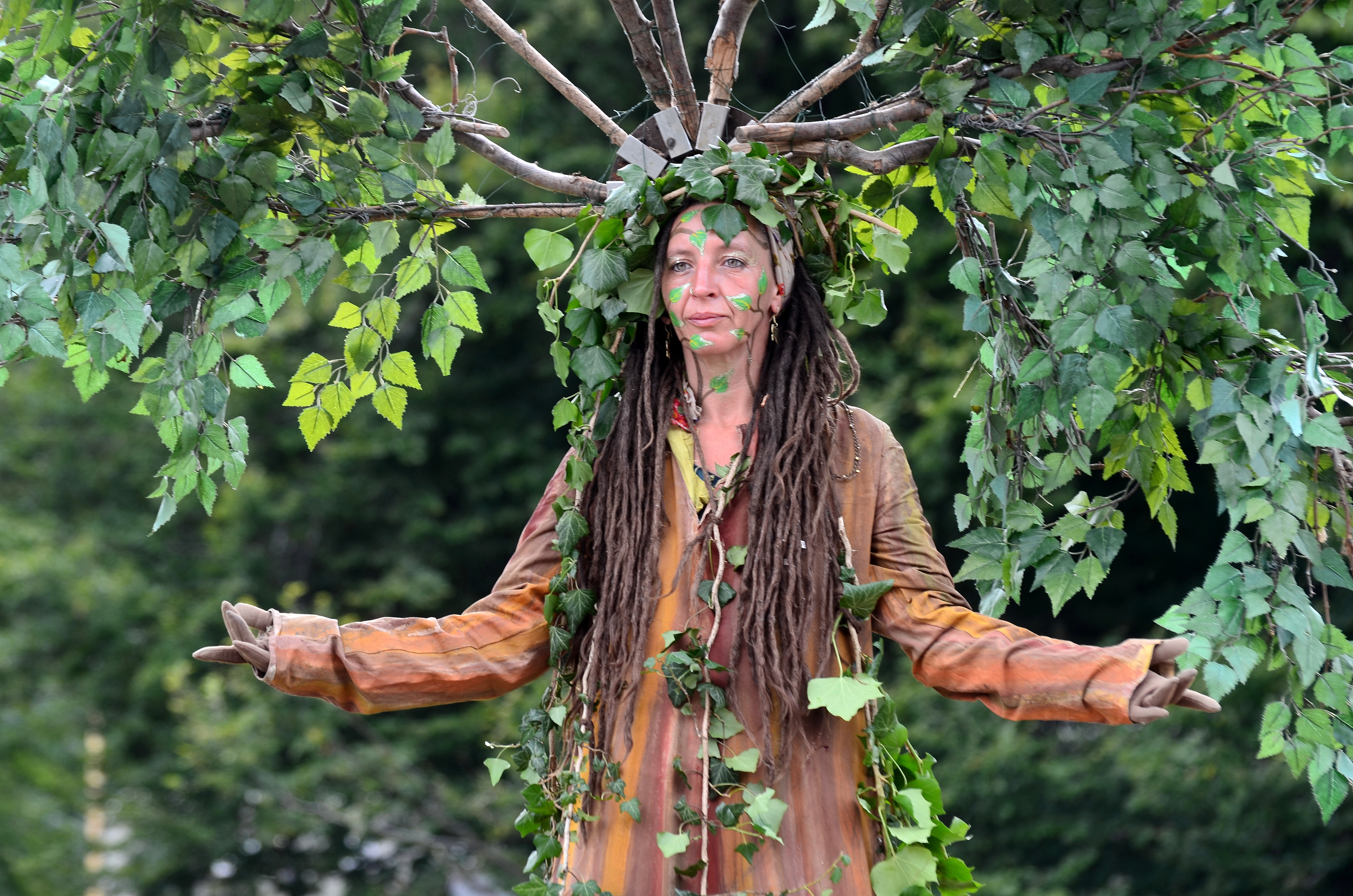
Strassen-Performance am Theaterspektakel

Rund 40 verschiedene internationale Gruppen und Einzelkünstlerinnen und Einzelkünstler werden jährlich eingeladen, ihre aktuellen Theaterproduktionen zu zeigen. Das Zürcher Theater Spektakel ist dabei kein Uraufführungsfestival: Premieren stellen eher die Ausnahme dar.
Im Rahmen des Theater Spektakels sind bekannte Künstlerinnen und Künstler wie Kornél Mundruczó, Milo Rau, Boyzie Cekwana, Lola Arias, Amir Reza Koohestani, Forced Entertainment, Market Theatre, Wooster Group, Socìetas Raffaello Sanzio, Peter Brook, Robert Lepage, Christoph Marthaler, Marina Abramović, Ueli Hirzel, Matthew Barney, Alvis Hermanis oder Phia Ménard aufgetreten.
Das Spektakel zählt jährlich rund 150'000 Besucher. Während der 18 Tage Festival finden jeweils etwa 100 bis 140 Aufführungen statt. Für die kostenpflichtigen Vorstellungen werden jeweils um die 25'000 Karten abgesetzt. Das entspricht einer durchschnittlichen Auslastung von rund 85 %. Die Tickets für die Aufführungen sind oft schon Wochen im Voraus ausverkauft.
Seit 1986 verleiht die Zürcher Kantonalbank am Schluss des Festivals den ZKB Förderpreis und den ZKB Anerkennungspreis. 2016 kam der ZKB Publikumspreis dazu.

Impressionen
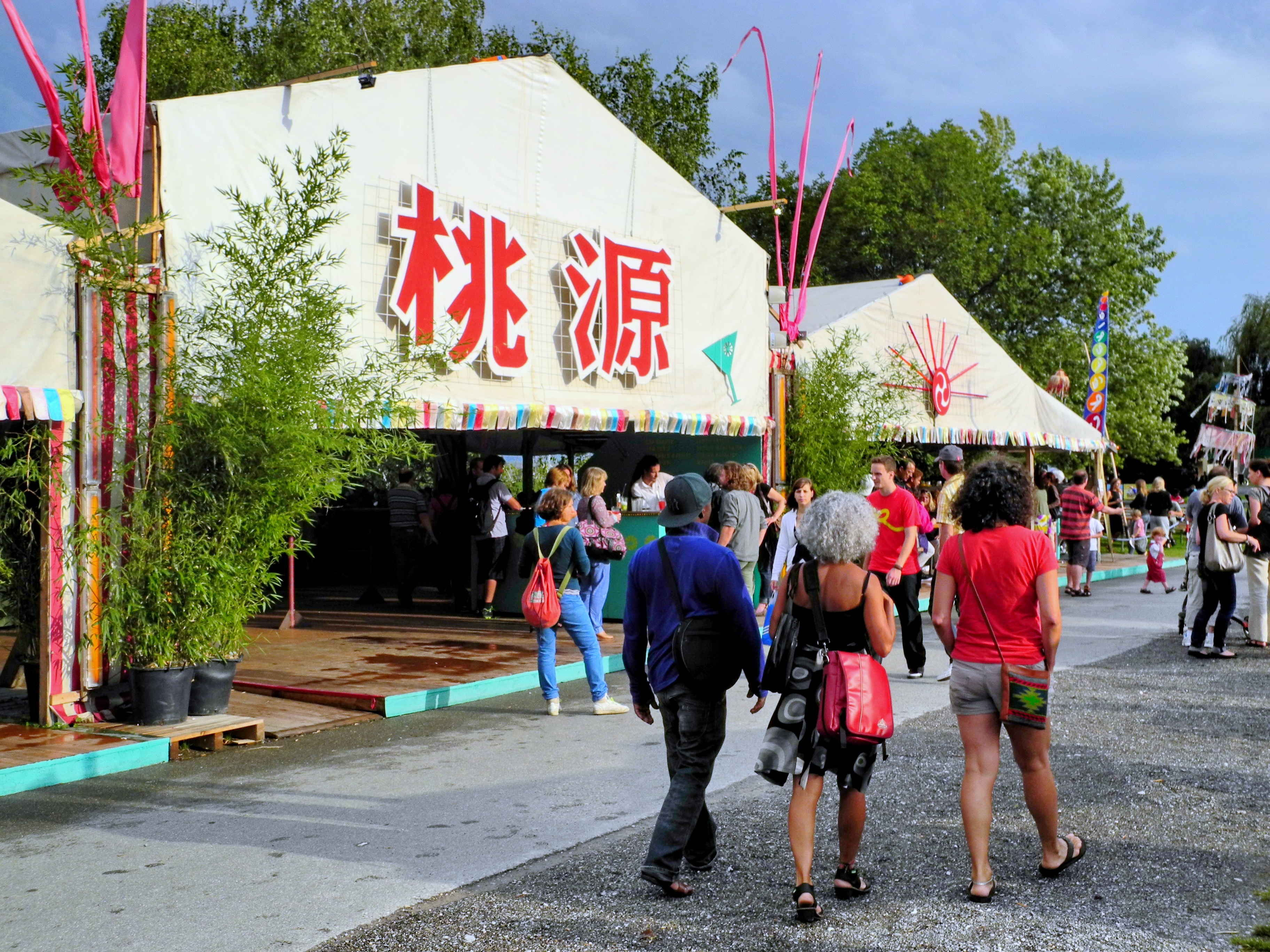
Flanieren
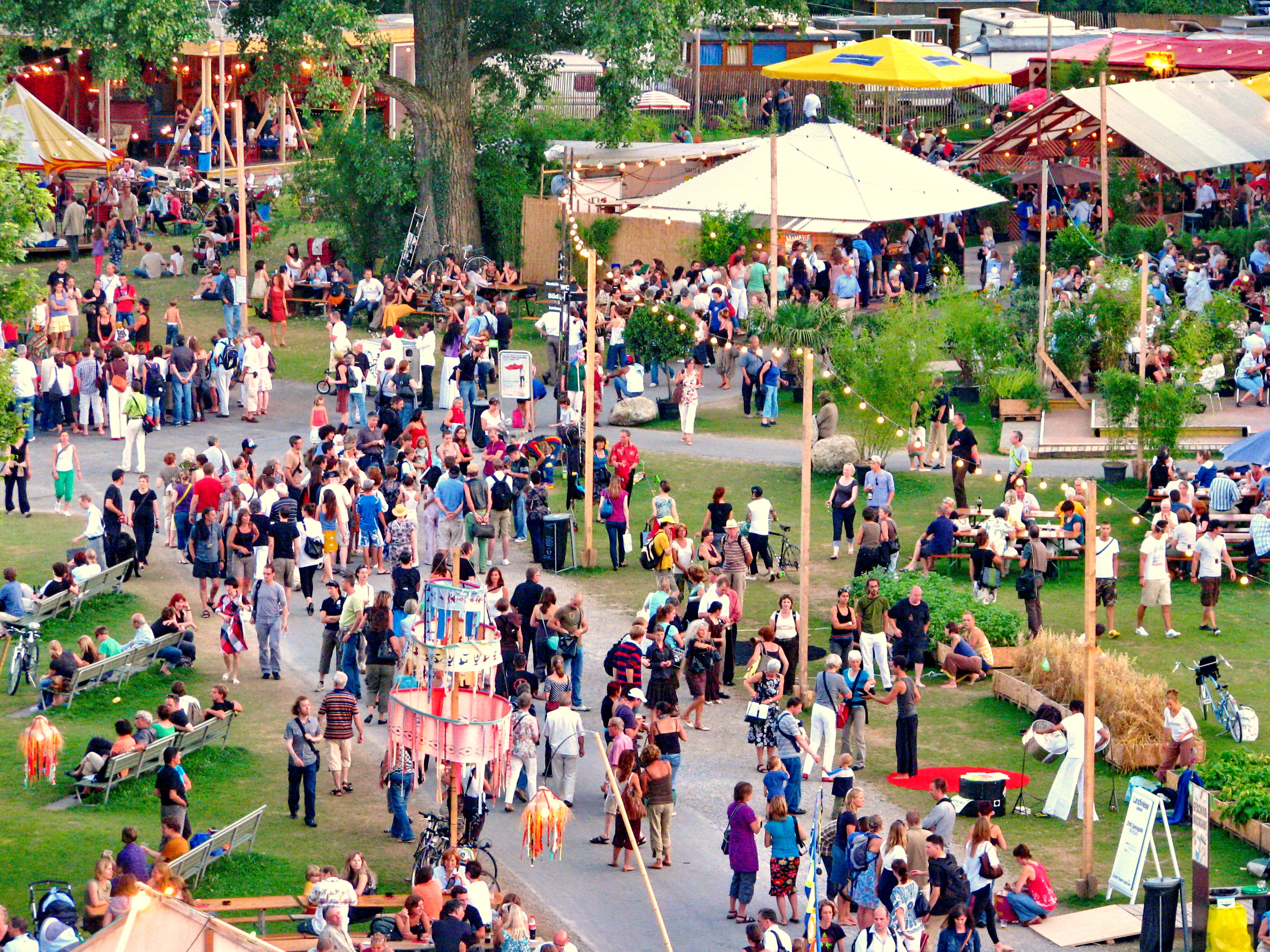
Performances säumen den Fussgängerweg der Landiwiese
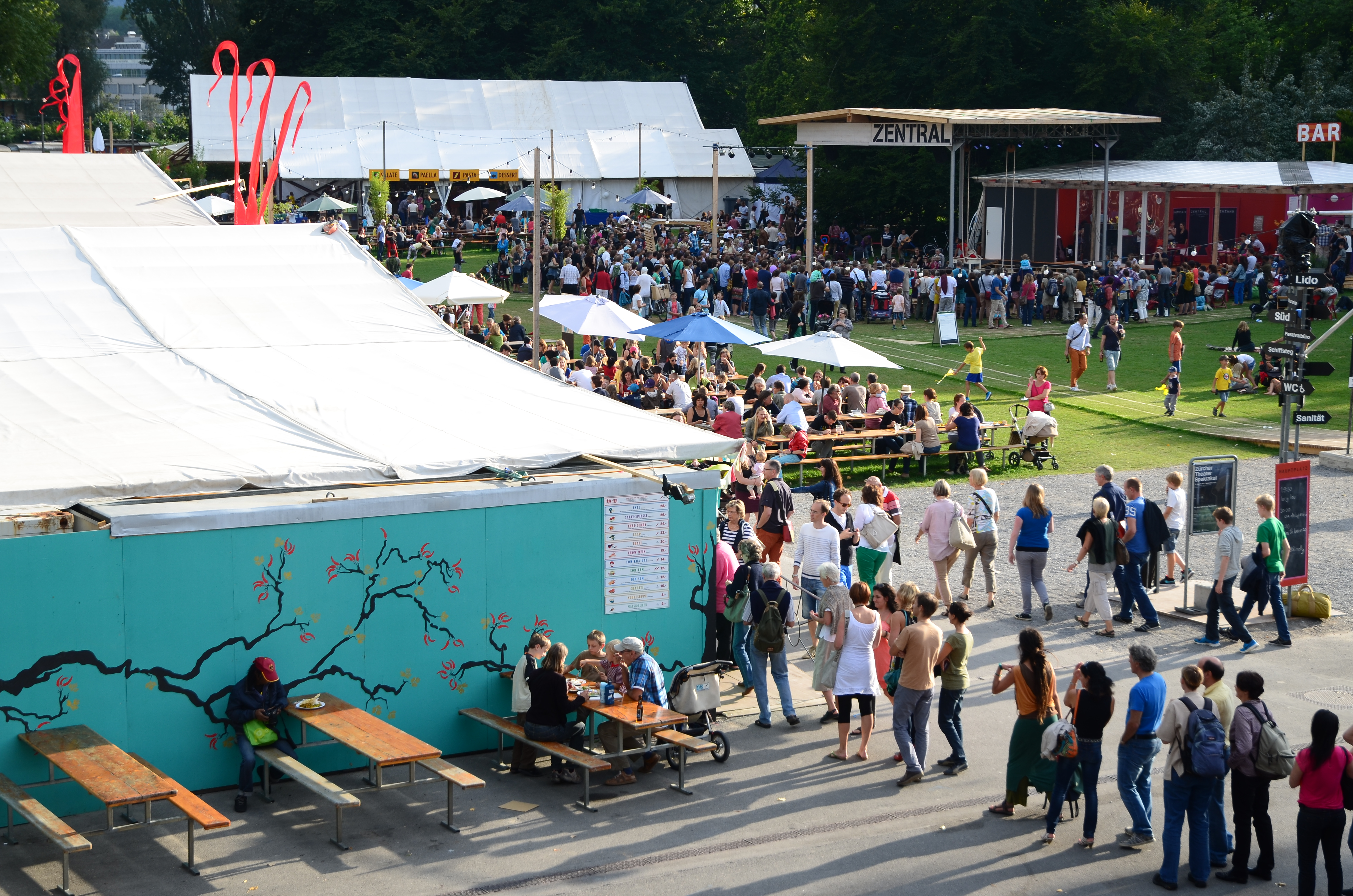
Schlange stehen für kulinarische Leckerbissen
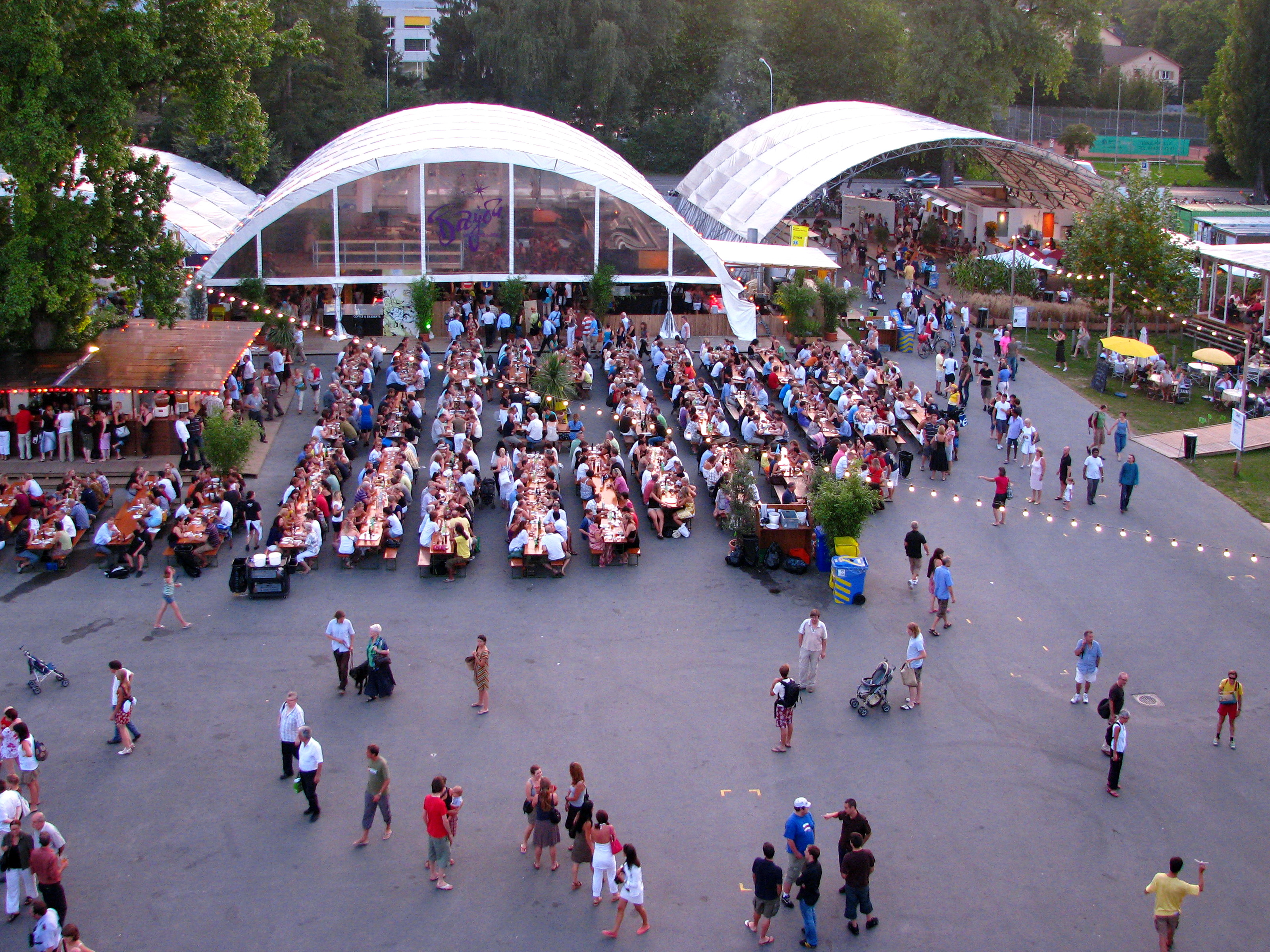
Eines der Restaurants und rechts Eingangsbereich mit Billetschalter

## Spielorte
Nach dem Motto «Raus aus den Tempeln, rein in die Hallen und Zelte!» oder «Statt Kultur auf Säulen: Kultur im Zelt!» findet das Zürcher Theater Spektakel hauptsächlich in Zelten auf der Landiwiese sowie unter freiem Himmel statt. Die Zelte wurden anfänglich vom Münchner Zirkusunternehmen Atlas-Sarasani ausgeliehen. Auch besondere Variationen von Zelten, so wie etwa das Spiegelzelt des Zirkus Aladin wurden genutzt. Weitere Spielorte kamen dazu. Auf der Saffainsel wird jeweils eine bis ins Wasser reichende Seebühne aufgebaut. Verschiedene Veranstaltungen finden auch an anderen Orten wie der Werfthalle der Zürichsee-Schifffahrtsgesellschaft, der Roten Fabrik oder der Reithalle Gessnerallee statt.
Fester Bestandteil des Zürcher Theater Spektakels sind seit jeher Strassentheater-Formate. Entsprechende Darbietungen wurden sowohl auf dem Gelände auf der Landiwiese als auch in der Zürcher Innenstadt gegeben. So wurden die Rathausbrücke, der Paradeplatz und die Pestalozzi-Wiese bespielt. Auch gab es Aufführungen an speziellen Spielorten wie im Zoo Zürich statt. Anfänglich war das Theater Spektakels mit seinen Freilichtveranstaltungen mit Festivalcharakter und umfassendem Kulinarikangebot eine Neuheit in der Schweiz. Auf dem Veranstaltungsgelände gibt es ein Gastronomieangebot mit mehreren Restaurants und Bars. Viele Leute besuchen die Landiwiese während des Zürcher Theater Spektakels ohne eine Theateraufführung zu besuchen.
Die Atmosphäre – das Festival als sozialer Begegnungsort – zeichnete das Zürcher Theater Spektakel neben dem breiten Theaterangebot von Anfang an aus. Zahllose Stimmen aus dem Publikum heben diese Atmosphäre besonders positiv hervor. 1983 berichtet die Neue Zürcher Zeitung darüber: «Eine Mischung von ganz eigenem Geschmack: Viele, sehr viele Leute, die sich offensichtlich wohlfühlen, lachen, reden, essen, dazwischen Musik aus den vier Theaterzelten und in den Zelten Ausdruck des Unbehagens an der Zeit, immer wieder die Frage nach dem Sinn heutigen Lebens. – Das Theater-Spektakel auf der Landiwiese.»
Zeitweise überwog die «Jahrmarkts-Stimmung» am Theater Spektakel. Die Organisation des Festivals reagierte mit weniger Theatergruppen, die an mehreren Tagen spielten. So sagte Mitgründer Woodtli 1982 in einer Fernseh-Reportage: «Es läuft fast zu gut! […] So viele Leute kommen mittlerweile mit Saxophon, Gitarre und Trommeln hierher. Zuviel miteinander stört sich, führt zu einem Jahrmarkt. Und im Zentrum soll ja schliesslich das Theater stehen.»

## Durchführungsdaten
- 2025: 14. bis 31. August

## Leitung
Rechtsträgerin und Veranstalterin des Zürcher Theater Spektakels ist das Präsidialdepartement der Stadt Zürich. Das Team wird durch dieses Departement ausgewählt und ist verantwortlich für Programm- und Budgetplanung. In den Anfangsjahren übernahm eine Programmgruppe aus sechs bis zehn Personen die Leitungsverantwortung. Schliesslich verkleinerte sich das Team. Das Festival wird aktuell von Matthias von Hartz (Künstlerische Leitung, seit November 2017), Veit Kälin (Technische Leitung, seit 2015) und Sarah Wendle (Kaufmännische Leitung, seit 2021) geleitet. Neben der Leitung beschäftigt das Zürcher Theater Spektakel während der Festivalwochen mittlerweile über hundert Teilzeitkräfte.

### Künstlerische Leitung
- 1980–1988: Jürg Woodtli
- 1989–1993: Res Bosshart[23]
- 1990–2006: Markus Luchsinger (anfänglich als Co-Leiter mit Bosshart)
- 2007–2017: Sandro Lunin
- seit 2018: Matthias von Hartz

## Publikation
- Zürcher Theaterspektakel (1980–1989) (Hrsg.): Spektakel / Zuercher Theaterspektakel, Internationales Festival Freier Theatergruppen. Christian Altorfer, Fotografien, Verena Hoehne, Text, Werd, Zürich 1989, ISBN 978-3-85932-007-9.